# ГЕС Тепукстепек
ГЕС Тепукстепек (Лерма)— гідроелектростанція у мексиканському штаті Мічоакан, за сто двадцять кілометрів на північний захід від столиці країни Мехіко. Використовує ресурс із річки Лерма, головного допливу найбільшого прісноводного озера країни Чапала (дренується річкою Grande de Santiago, яка впадає до Тихого океану за 240 км на північний захід від Гвадалахари).
В межах проекту річку перекрили бетонною греблею Соліс висотою 48 метрів та довжиною 680 метрів, яка потребувала 119 тис м3 матеріалу та утримує водосховище з площею поверхні 38 км2 та об'ємом 371 млн м3. Зі сховища під лівобережним гірським масивом прокладено дериваційний тунель довжиною 3,1 км, який після вирівнювальної камери переходить у три напірні водоводи довжиною біля 0,5 км.
У 1930-му станцію ввели в експлуатацію з двома гідроагрегатами потужністю по 24,7 МВт, а за два десятки років додали до них третій з показником 24,3 МВт. Втім, станом на початок 1990-х потужність ГЕС рахувалась на рівні 60 МВт, а в 2007-му після модернізації агрегату №2 була збільшена до 67 МВт. Турбіни станції використовують напір у 194 метри та забезпечують виробництво 176 млн кВт-год електроенергії на рік.